# Citroën-Kégresse M23
L'Automitrailleuse de Combat Citroën-Kégresse Modéle 1923 o AMC M23 era un'autoblindo semicingolata francese sviluppata tra le due guerre mondiali.

## Storia
La AMC M23 era un semicingolato della famiglia Citroën-Kégresse sviluppato nel 1923, basato sulla meccanica dell'automobile Citroën B2 10 HP modificata con un treno di rotolamento "Kégresse-Hinstin" K1. Lo scafo corazzato era prodotto dalla Schneider & Cie.
Il veicolo venne acquisito dall'Armée de terre in 16 esemplari, assegnati ai reparti di cavalleria di stanza in Medio Oriente (Siria, Libano). Erano ancora operative nel 1941, durante la seconda guerra mondiale. Almeno un esemplare è stato utilizzato dall'esercito afghano, ritrovato allo stato di rottame dalle truppe statunitensi nel 2004.